# Guðmundur Thorsteinsson

Guðmundur Pétursson Thorsteinsson eller Muggur (født 5. september 1891 i Bíldudalur, region Vestfirðir, Island; død 26/27. juli 1924 i Søllerød, begravet i Reykjavík) var en islandsk billedkunstner og skuespiller, søn af købmand Pétur J. Thorsteinssonar og Ásthildar Guðmundsdóttur og bror til lægen Samuel Thorsteinsson, der spillede for det danske fodboldlandshold.
Thorsteinsson studerede på Det Kongelige Danske Kunstakademi i København i årene 1911-1915 og foretog studierejser i til Tyskland, USA og Italien. Han døde som 32-årig af tuberkulose i Danmark.
Han arbejdede med akvarel, olie, kul og collager. Blandt hans mest kendte værker er collagen Den syvende dag i paradis og børnebogen Dimmalimm. Thorsteinsson spillede hovedrollen i Borgslægtens historie, som blev optaget i Island i 1919.

## Galleri
| - Syvende dag i Paradis. Collage 1920 - Historien om Dimmalimm, 1921 - Kys, 1918 |

| - Kolaburður, 1919 (kulslæberne) - Jesus helbreder syge, 1921 - Snæfellsjökull, 1922 |